# Cabane des Aiguilles Rouges
Die Cabane des Aiguilles Rouges ist eine Schutzhütte der Association de la cabane des Aiguilles-Rouges. Sie liegt auf 2810 m oberhalb Arolla im Val d’Hérens im Kanton Wallis in der Schweiz.
Die Hütte wurde 1948 erbaut und 1975 und 1991 erweitert. Sie befindet sich auf der rechten Seite des Arollatals. Bis November 2011 gehörte sie dem Club Alpin Académique Genève (CAAG). Seit ihrem Bestehen wird sie von der Familie Maître gewartet. 
Die Hütte bietet 70 Schlafplätze. Sie hat einen Holzherd zum Heizen und Kochen und ist mit ausreichend Geschirr, Pfannen und Bestecke ausgestattet. 
Sie ist Ausgangspunkt für verschiedene Wanderungen (zu Fuss oder auf Skiern) wie den Mont de l’Étoile oder die Tour der Aiguilles-Rouges. Beim Bergsteigen sind die klassischsten Routen die Pointe de Vouasson und die Überquerung der Aiguilles-Rouges.

## Zugänge
- Von Arolla über Pra Gra und Les Ignes (Normalroute) in etwa 3 Stunden, Schwierigkeitsgrad T3
- Im Winter: Zustieg und Abfahrt nach La Gouille, WS

## Wanderungen
- Rundwanderung von Arolla zur Cabane des Aiguilles Rouges und über den Lac Bleu nach Arolla, Wanderzeit ca. 5 ½ Stunden, T3[4]
- Mont de l’Etoile: Von Arolla über den Südgrat, T3

## Klettertouren
- Pointe de la Vouasson: Von der Cabane des Aiguilles Rouges (von SE), L
- Aiguilles Rouges d’Arolla: Überschreitung von der Cabane des Aiguilles Rouges (N-S), ZS+

## Skitouren
- Pointe de la Vouasson: Von der Cabane des Aiguilles Rouges über die SE-Flanke, WS
- Mont de l’Etoile: De la cabane des Aiguilles Rouges par le versant S et la crête S-SW (Normalroute), ZS-